# Hans Assman von Abschatz
Hans Assman von Abschatz, född 4 februari 1646 i Breslau, död 22 april 1699 i Liegnitz, var en tysk diktare.
von Abschatz översatte Giovanni Battista Guarinis Pastor fido och andra italienska lyriker. Abschatz Poetische Übersetzungen und Gedichte utgavs i Leipzig 1704.